# BAE Systems Mantis
BAE Systems Mantis je dvomotorno turbopropelersko vojaško brezpilotno letalo, ki ga razvija britanski BAE Systems (prej British Aerospace). Drugi partnerji v programu so Rolls-Royce, QinetiQ, GE Aviation, L-3 Wescam, Meggitt, Lola in britansko obrambno ministrstvo. 
Razpon kril je 22 metrov, primerljivo z ameriškim General Atomics MQ-9 Reaper. Čas leta (avtonomija) naj bi bila vsaj 24 ur. 

## Specifikacije
Podatki iz FlightGloba
Splošne značilnosti
- Posadka: 0 (UAV)
- Dolžina: 19,8 m (65 ft 0 in)
- Teža praznega letala: 1.000 kg (2.205 lb)
- Maks. vzletna teža: 9.000 kg (19.842 lb)
- Pogon letala: 2 × Rolls-Royce M250B-17 turbopropelerski motor, 280 kW (380 shp)  vsak

Zmogljivost
- Maks. hitrost: 556 km/h; 345 mph (300 kn)
- Potovalna hitrost: 370 km/h; 230 mph (200 kn)
- Trajanje leta: 30 ur

Oborožitev

- Pritrditvena mesta: 6

Letalska elektronika

- L-3 Wescam MX-20
- BAE Systems Imagery Collection and Exploitation (ICE) sistem